# Matthäus Joseph Menna
Matthäus Joseph Menna (* 10. August 1767 in Würzburg; † 2. Februar 1837 ebendort) war ein deutscher Maler. Sein Spezialgebiet war die Porträtmalerei, wofür er zahlreiche Aufträge aus dem Ausland erhielt. Menna war ein Schüler Johann Christoph Fesels, malte zumeist in Pastell und vermochte gekonnt die zu porträtierenden Personen abzubilden.

## Werke
- Nikolaus Heinrich Friedrich Solger (Gemälde, Porträt), 20. November 1819[2]